# Millstone Rig
Millstone Rig är en kulle i Storbritannien.   Den ligger i kommunen Scottish Borders och riksdelen Skottland, i den centrala delen av landet, 500 km norr om huvudstaden London. Toppen på Millstone Rig är 439 meter över havet.
Terrängen runt Millstone Rig är kuperad österut, men västerut är den platt.Runt Millstone Rig är det ganska glesbefolkat, med 22 invånare per kvadratkilometer. Närmaste större samhälle är Livingston, 15,0 km norr om Millstone Rig. Trakten runt Millstone Rig består i huvudsak av gräsmarker.